# Atlasaure
L'atlasaure (Atlasaurus) és un gènere de dinosaure sauròpode que va viure al Juràssic mitjà (del Bathonià al Cal·lovià) en el que avui en dia és el nord d'Àfrica.